# جواز سفر مزور

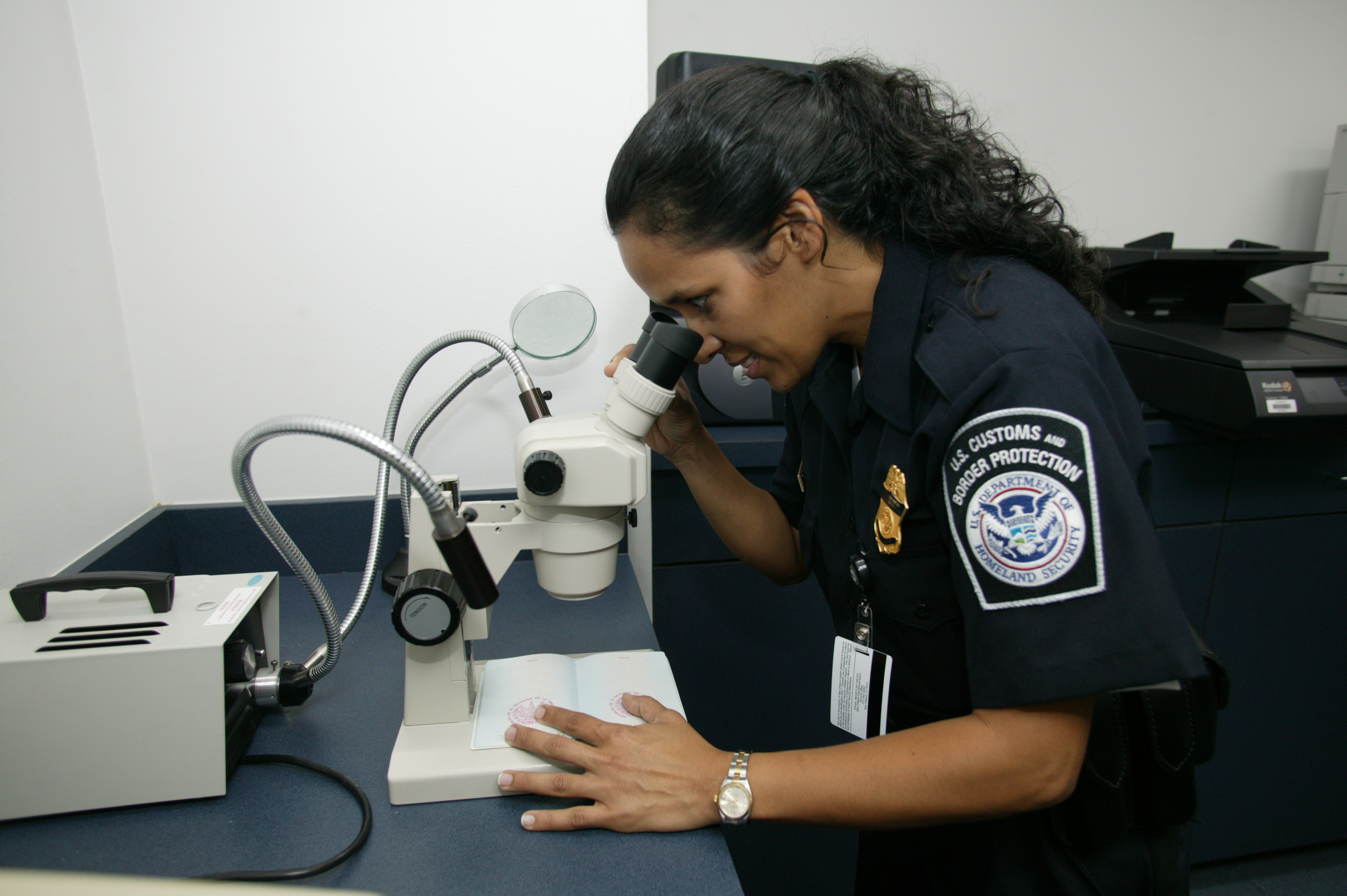
شرطية تقوم بعمليه فحص جواز السفر لتأكد من صحته.

جواز سفر مزور هو جواز صادر من الهيئات الإدارية وثم نسخ و أو عدل عليه من قبل أشخاص غير مخولين لوضع هذا التعديل في هذه الوثائق ويطلق على هذا الفعل مصطلح سكاف (بالإنجليزية:cobblers) ويكون الغرض من هذا الأمر خداع الجهات المختصة التي تطلب هذه الوثائق. ويشمل هذا المصطلح أيضا النشاطات المتخلفة للحصول على جوازات سفر من الهيئات الإدارية من خلال تزوير الوثائق الداعمة والمطلوبة من أجل إصدار هوية أو جواز.
ويمكن استخدام هذه الجوازات المزورة للهرب إلى المنفى، وسرقة الهوية، تلفيق العمر، والهجرة غير الشرعية، والجريمة المنظمة.